# Veliki Ústiug
Veliki Ústiug (en rus: Великий Устюг) és una ciutat de l'óblast de Vólogda, a Rússia, que el 2017 tenia 31.606 habitants. És la seu administrativa del districte rural homònim.